# Pavel Liška
Pavel Liška (n. 29 ianuarie 1972, Liberec, Cehoslovacia) este un actor ceh. A apărut în peste cincizeci de filme începând cu 1997. 

## Filmografie selectată
| an   | titlu                    | rol         | note |
| ---- | ------------------------ | ----------- | ---- |
| 1999 | The Idiot Returns        | Frantisek   |      |
| 2004 | Up and Down              | Eman        |      |
| 2005 | Something Like Happiness | Toník       |      |
| 2005 | Lunacy                   | Jean Berlot |      |
| 2008 | The Country Teacher      |             |      |
| 2008 | Shameless                |             |      |
| 2016 | Green Horse Rustlers     |             |      |

## Legături externe
- Pavel Liška la Internet Movie Database